# Nervo del muscolo piriforme
Il nervo del muscolo piriforme è un nervo muscolare che origina dal plesso sacrale. È formato da fibre provenienti da S1 ed S2.
Dopo la sua origine, va direttamente a innervare il muscolo piriforme. È l'unico ramo del plesso sacrale che non esce dalla cavità pelvica.